# Giuseppe Bertoloni
Giuseppe Bertoloni (16 de septiembre de 1804, Sarzana-19 de diciembre de 1874, Bolonia) fue un botánico y entomólogo italiano.
Fue profesor de botánica en la Universidad de Bolonia, donde se conservan sus colecciones en el Museo Universitario. Bertolini trabajó especialmente en la flora y fauna de Mozambique.

## Honores
- Miembro de La Società Entomologica Italiana

## Algunas publicaciones
- Illustratio rerum naturalium Mozambici. Dissertatio 1. Novi Comment. Acad. Scient. Inst. Boniensis 10: 381-397 (1849)
- Illustratio remm naturalium Mozambici. Dissertatio 2. Novi Comment. Acad. Scient. Inst. Boniensis 10: 413-417 (1849)
- Illustratio remm naturalium Mozambici. Dissertatio 3. Novi Comment. Acad. Scient. Inst. Boniensis 10: 423-427 (1849)
- Illustrazione dei prodotti naturali del Mozambico. Academia delle scienze dell'instituto de Bologna. Dissertazione 4: 343-363 (1852)
- Coleoptera nova Mozambicana. Rendiconto delle sezione delle R. Academia delle scienze dell'instituto di Bologna 1855: 51-53 (1855)
- Illustratio rerum naturalium Mozambici. Coleoptera. Dissertatio 5. Memorie delle Academie delle scienze dell'instituto di Bologna. Memorie della sezione delle scienze naturali 1855 (1855)

- La abreviatura «G.Bertol.» se emplea para indicar a Giuseppe Bertoloni como autoridad en la descripción y clasificación científica de los vegetales.[1]